# NGC 282

NGC 282

NGC 282 هي مجرة تتبع كوكبة الحوت. اكتشفها إدوارد ستيفان في 13 أكتوبر 1879.

## روابط خارجية
- NGC 282 على موقع ويكي سكاي: DSS2, SDSS, GALEX, IRAS, Hydrogen α, X-Ray, Astrophoto, Sky Map, Articles and images